# Партия победы народа
Партия победы народа (Партия за победу народа, исп. Partido por la Victoria del Pueblo) — уругвайская леворадикальная анархо-марксистская партия, созданная политическими эмигрантами в Буэнос-Айресе в июле 1975 года на базе Рабоче-студенческого сопротивления. Её историческим руководителем являлся Уго Корес. В течение 18 месяцев после её основания большинство участников и делегатов учредительного съезда были похищены спецслужбами диктаторских режимов в ходе операции «Кондор». Многие из них были убиты («пропали без вести», как Элена Кинтерос).
Изначально, представляя собой продолжение традиции Федерации анархистов Уругвая, была близка к анархо-синдикализму и анархо-коммунизму, но под влиянием геваризма — также к критическому марксизму. В годы «военно-гражданской диктатуры», верная принципам прямого действия, вела вооружённую борьбу посредством своего боевого крыла OPR-33. С 1984 года взяла курс на альянсы с другими прогрессивными группами, что привело её в ряды «Независимых демократических левых» и «Широкого фронта». В рамках последнего на президентских выборах 2009 года вместе с Движением народного участия выдвинула Хосе Мухику. При этом на протяжении существования партия неизменными оставались её антикапиталистический, антиавторитарный, антибюрократический и социалистический характер, ориентация на различные формы демократии участия.